# ブラスト (企業)
株式会社ブラスト（英：BLAST Inc.）は、映画、番組CM、遊戯機器、CG・VFX、特殊造型、玩具、クリエイターマネジメントをメインとした総合エンターテインメント制作スタジオ。
株式会社IDAとして設立。2015年7月、創立5周年を契機に現在の株式会社ブラストに社名変更。

## 概要
円谷プロダクションで代表取締役副社長兼クリエイティブ統括に就任していた岡部淳也が、円谷プロダクションを辞職した後、2010年2月に新たに設立。企画、デザイン、CG・VFX、特殊造型の各制作部門が存在し、特殊造型部門は「特殊造型スタジオ Zeppet（ゼペット）」の名称で活動している。
CG・VFXや特殊造型を用いた自社独自の企画開発、映画製作、配給、販売を主に、CM、テレビ番組、ネット配信映像、ゲーム映像、遊戯機器映像 等の受託製作を行う。映像制作のほか、映像に関連する玩具製作・販売、クリエイターマネジメントも手掛ける。
2010年、ブラスト製作・プロデュース作品『CAT SHIT ONE -THE ANIMATED SERIES-』が視覚効果協会（VES）主催の「第9回 視覚効果協会賞（VES Awards）」のショートアニメーション部門にノミネート。さらに東京コンテンツマーケットの「TCMアワード2010大賞」受賞。2018年3月には、経済産業省「はばたく中小企業・小規模事業者300社」にブラストが選定され受賞。同年6月に代表 岡部淳也がプロデュース・脚本・監督を務めたショートフィルム『ZVP〔座頭市対プレデター〕』がフランス・パリ「GOSH! FILM FESTIVAL 3rd Edition Awards」にて「BEST DIRECTOR賞」受賞。

## 沿革
- 2010年
  - 2月 - 株式会社IDA設立
  - 7月 - 米国・ロサンゼルスに関連会社設立[1]
  - 7月 - YouTubeにてCG短編映画『CAT SHIT ONE -THE ANIMATED SERIES-』を初リリースとしてHD全編無料公開[7]
  - 10月　- 東京コンテンツマーケットにて『CAT SHIT ONE -THE ANIMATED SERIES-』が「TCMアワード2010大賞」を受賞[1]

- 2011年11月 - 『CAT SHIT ONE -THE ANIMATED SERIES-』が視覚効果協会（VES）主催の「 第9回 視覚効果協会賞（VES Awards）」のショートアニメーション部門でノミネート[4]
- 2012年12月 - タイ・バンコクに関連会社設立[1]

- 2013年6月 - 造型作家竹谷隆之の個展『竹谷隆之の仕事展』を自社企画プロデュースにて開催（3331 Arts Chiyoda）[8]

- 2014年1月 - 讀賣テレビ放送株式会社と資本提携[1]

- 2015年
  - 7月 - 創立５周年を契機に社名を「株式会社ブラスト」に変更
  - 12月 - 米国・ロサンゼルス関連会社を解散[1]

- 2016年7月 - Stratasys社の高精密大型3Dプリンターを業界初導入[9]

- 2017年
  - 1月 - 『Animals As Art』第1弾シロクマ親子 受託受付開始
  - 4月 - 讀賣テレビ放送株式会社との資本提携を解消[1]
  - 11月 - 『BRAVE STORM ブレイブストーム』TOHOシネマズ系列ほかにて全国公開
  - 12月 - ショートフィルム『ZVP 〔座頭市対プレデター〕』をVimeo、YouTubeで公開（現在はYouTubeでのみ視聴可能）

- 2018年
  - 1月 - 動物美術品『クローンワンコ』受託受付開始
  - 3月 - 経済産業省「はばたく中小企業・小規模事業者300社」として選定され受賞[5]
  - 6月 - 『ZVP〔座頭市対プレデター〕』が仏・パリ「GOSH! FILM FESTIVAL 3rd Edition Awards」にて上映され、監督・脚本・プロデューサーを務めた岡部淳也が「BEST DIRECTOR賞」を受賞[6]

## 主な作品

### 映画
- CAT SHIT ONE -THE ANIMATED SERIES-（2010年） - 製作、プロデュース / 「TCMアワード2010大賞」受賞[1] / 「第9回 視覚効果協会賞（VES Awards）」ショートアニメーション部門ノミネート[4]
- BRAVE STORM ブレイブストーム（2017年）

### 短編映像作品
- バ怪獣 ゴメラ（2012年 - 2015年）
- ZVP〔座頭市対プレデター〕（2017年） -  「GOSH! FILM FESTIVAL 3rd Edition Awards」BEST DIRECTOR賞受賞[6]

### クリエイターマネジメント
- 竹谷隆之の仕事展（2013年６月1日 - 7月1日）[8]
- 創作神 マクタカムイ（2016年、作・竹谷隆之） -  2017年より大阪芸術大学に常設展示[10]

### 商品開発・販売
- Animals As Art： 第１弾 シロクマ親子（2017年）
- クローンワンコ（2018年）
- スタチューフィギュア「シルバースーツ タイプR2」（2018年）